# 湘南プロレス
湘南プロレス （しょうなんプロレス）は、かつて存在した日本のプロレス団体。

## 歴史
1993年、鶴見五郎、高杉正彦、ホー・デス・ミン、その他の選手、プロレス関係者と共にインディー団体統括組織「レスリングユニオン」が発足された。レスリングユニオンの傘下団体として高杉がIWA湘南、鶴見がIWA格闘志塾、ホーがIWA流山を設立。
1994年1月29日、流山市民総合体育館でレスリングユニオンの旗揚げ戦を開催。4月、レスリングユニオンが解散。
高杉の地元平塚、格闘志塾の活動拠点である横浜を中心に小規模会場でフリーの選手を中心に興行を開催していた。
1996年、団体名を湘南プロレスに改称。しかし、興行の数は少なく高杉も自身が経営している高杉正彦トレーニングジムの仕事が主になっていた。
1998年に開催した興行を最後に開催していない。ただし、高杉は「湘南プロレス所属」を名乗っており、プロレスラー名鑑でも記載されている。
2016年5月7日、ラジアントホールで旗揚げ20周年記念大会を開催。